# Howard Franklin
Howard Franklin es un director de cine y guionista estadounidense, conocido por su participación en películas como El nombre de la rosa y Quick Change, una de sus colaboraciones con el actor Bill Murray. En 1996 dirigió la comedia Una elefanta llamada Vera, con Murray como protagonista. Otras de sus participaciones incluyen The Public Eye, protagonizada por Joe Pesci; Someone to Watch Over Me y The Man Who Knew Too Little.

## Filmografía
- The Name of the Rose (1986) (con Andrew Birkin, Gerard Brach y Alain Godard)
- Someone to Watch Over Me (1987)
- Quick Change (1990)
- The Public Eye (1992) (también director)
- Larger Than Life (1996) (Director)
- The Man Who Knew Too Little (con Robert Farrar)  (1997)
- Antitrust (2001)
- The Big Year (2011)